# Ligue des champions de la CONCACAF 2009-2010
Navigation
Édition précédente Édition suivante
La Ligue des champions de la CONCACAF 2009-2010 était la deuxième édition de cette compétition. Cependant, c'était la 45e fois que les clubs de la confédération se disputaient le titre de leader de la CONCACAF.
Cette deuxième édition a été remportée grâce au but à l'extérieur par le CF Pachuca face au CD Cruz Azul sur le score cumulé de deux buts à deux.
Le club mexicain a représenté la CONCACAF à la Coupe du monde de football des clubs 2010.
Cette édition a été particulièrement marquée par la domination des clubs mexicains, 4 clubs sur 4 engagés en 1/2 finales.

## Participants
Un total de 24 équipes provenant d'un maximum de 13 nations participaient au tournoi. Elles provenaient des zones Amérique du Nord, Amérique Centrale et Caraïbes de la CONCACAF. Cependant, à la suite des problèmes du tournoi précédent, des règles de disqualification et de substitution ont été édictées pour les cas où une équipe ne disposerait pas d'un stade jugé convenable.
- Amérique centrale: 12 clubs peuvent se qualifier. Si un ou plusieurs clubs sont disqualifiés, ils seront remplacés par un club d'une autre fédération centre-américaine, choisie sur la base des résultats du tournoi précédent.

- Caraïbes: Si un des trois clubs est disqualifié, il sera remplacé par le club suivant au classement du Championnat de la CFU des clubs.

Ainsi, lors de cette saison, les disqualifications et ré-allocations de places suivantes ont été effectuées:
- Le 12 mai 2009, la CONCACAF a annoncé que le Belize avait perdu sa seule place en phase de qualification car il ne pouvait répondre aux exigences relatives à la conformité des stades. Le Honduras a ainsi recueilli une place supplémentaire[2].

- Une seconde place a été ré-allouée le 9 juin quand il a été décidé que le club du Nicaragua, le Real Esteli, ne disposait pas d'un stade convenable[3]. La place libre devait être attribuée à un troisième club de Panama, mais ce pays ne possédant qu'un seul stade accrédité, c'est le CS Herediano du Costa Rica qui a obtenu la place.

- Le 10 juillet 2009, la CONCACAF a annoncé que le club du Salvador, le Club Deportivo Chalatenango, n'avait pas retourné à temps les documents nécessaires à son inscription. Le Club Deportivo Luis Ángel Firpo a été invité à prendre sa place[4].

Le tableau des clubs qualifiés était donc le suivant :
| Nation            | Club                  | Raison de qualification                                                          |
| Phase de Groupe   |                       |                                                                                  |
| Mexique           | Club Toluca           | Vainqueur du Tournoi Apertura 2008.                                              |
| Mexique           | Pumas UNAM            | Vainqueur du Tournoi Clausura 2009.                                              |
| États-Unis        | Colombus Crew         | Vainqueur de la MLS Cup 2008 et du MLS Supporters' Shield 2008.                  |
| États-Unis        | Houston Dynamo        | Second du MLS Supporters' Shield 2008.                                           |
| Costa Rica        | Deportivo Saprissa    | Vainqueur du Tournoi Apertura 2008.                                              |
| Honduras          | CD Marathón           | Vainqueur du Tournoi Apertura 2008.                                              |
| Guatemala         | CSD Comunicaciones    | Vainqueur du Tournoi Apertura 2008.                                              |
| Salvador          | Isidro Metapán        | Vainqueur du Tournoi Apertura 2008 et du Tournoi Clausura 2009.                  |
| Tour préliminaire |                       |                                                                                  |
| Mexique           | CD Cruz Azul          | Finaliste du Tournoi Apertura 2008.                                              |
| Mexique           | CF Pachuca            | Finaliste du Tournoi Clausura 2009.                                              |
| États-Unis        | Red Bull New York     | Finaliste de la MLS Cup 2008.                                                    |
| États-Unis        | DC United             | Vainqueur de la US Open Cup 2008.                                                |
| Costa Rica        | AD Municipal Liberia  | Vainqueur du Tournoi Clausura 2009.                                              |
| Costa Rica        | CS Herediano          | Meilleur finaliste sur l'ensemble de la saison (Apertura 2008 et Clausura 2009). |
| Honduras          | CD Olimpia            | Vainqueur du Tournoi Clausura 2009.                                              |
| Honduras          | Real España           | Finaliste du Tournoi Apertura 2008 et Tournoi Clausura 2009.                     |
| Guatemala         | CD Jalapa             | Vainqueur du Tournoi Clausura 2009.                                              |
| Salvador          | CD Luís Ángel Firpo   | Finaliste du Tournoi Clausura 2009.                                              |
| Panama            | Deportivo Árabe Unido | Vainqueur du Tournoi Clausura 2008.                                              |
| Panama            | San Francisco FC      | Vainqueur du Champion Apertura 2009 I.                                           |
| Canada            | Toronto FC            | Vainqueur du championnat Nutrilite 2009.                                         |
| Caraïbes          | W Connection FC       | Champion des caraïbes 2009                                                       |
| Caraïbes          | Puerto Rico Islanders | Second du championnat des caraïbes 2009                                          |
| Caraïbes          | San Juan Jabloteh     | Troisième du championnat des caraïbes 2009                                       |

## Calendrier
| Tour                     | Nom                           | Date aller                                  | Date retour                                                  | Équipes participantes | Équipes restantes |
| Tour préliminaire (2009) |                               |                                             |                                                              |                       |                   |
| 1                        | Tour préliminaire             | 28 - 30 juillet                             | 4 - 5 août                                                   | 16                    | 24 à 16           |
| Phase de groupes (2009)  |                               |                                             |                                                              |                       |                   |
| 1-6                      | Journée 1 Journée 2 Journée 3 | 18 - 20 août 25 - 27 août 15 - 17 septembre | 20 - 22 octobre 22 - 24 septembre 29 septembre - 1er octobre | 16                    | 16 à 8            |
| Phase finale, (2010)     |                               |                                             |                                                              |                       |                   |
| 1                        | Quarts de finale              | 9 mars                                      | 16 mars                                                      | 8                     | 8 à 4             |
| 2                        | Demi-finale                   | 30 mars - 1er avril                         | 6 - 8 avril                                                  | 4                     | 4 à 2             |
| 3                        | Finale                        | 21 avril                                    | 28 avril                                                     | 2                     | 2 à 1             |

Les tirages ont été équilibrés à l'aide de pots qui étaient définis comme ceci :
| Tour préliminaire    |                |                       |                       |
| Pot 1                | Pot 1          | Pot 2                 | Pot 2                 |
| CD Cruz Azul         | CF Pachuca     | Real España           | CD Luís Ángel Firpo   |
| Red Bull New York    | DC United      | CD Jalapa             | Deportivo Árabe Unido |
| AD Municipal Liberia | CD Olimpia     | CS Herediano          | W Connection FC       |
| San Francisco FC     | Toronto FC     | Puerto Rico Islanders | San Juan Jabloteh     |
| Phase de groupe      |                |                       |                       |
| Pot 1                | Pot 1          | Pot 2                 | Pot 2                 |
| Club Toluca          | Pumas UNAM     | Deportivo Saprissa    | CD Marathón           |
| Colombus Crew        | Houston Dynamo | CSD Comunicaciones    | Isidro Metapán        |

## Tour préliminaire
Le tirage au sort a eu lieu le 11 juin 2009 à New York, et l'horaire des matchs a été annoncé le 16 juin.
| Pays | Club                 | Aller | Retour | Club                  | Pays | Commentaire        |
|      | San Francisco FC     | 2-0   | 0-3    | San Juan Jabloteh     |      |                    |
|      | CF Pachuca           | 3-0   | 7-1    | CD Jalapa             |      |                    |
|      | W Connection FC      | 2-2   | 2-1    | Red Bull New York     |      |                    |
|      | CD Olimpia           | 2-1   | 0-1    | Deportivo Árabe Unido |      | Buts à l'extérieur |
|      | CS Herediano         | 2-6   | 0-0    | CD Cruz Azul          |      |                    |
|      | DC United            | 1-1   | 1-1    | CD Luís Ángel Firpo   |      | Tirs au but : 5-4  |
|      | AD Municipal Liberia | 3-0   | 0-6    | Real España           |      |                    |
|      | Toronto FC           | 0-1   | 0-0    | Puerto Rico Islanders |      |                    |

## Phase de groupes

### Groupe A
| Rang | Équipe                | Pts | J | G | N | P | Bp | Bc | Diff |
| ---- | --------------------- | --- | - | - | - | - | -- | -- | ---- |
| 1    | CF Pachuca            | 15  | 6 | 5 | 0 | 1 | 15 | 4  | +11  |
| 2    | Deportivo Árabe Unido | 10  | 6 | 3 | 1 | 2 | 13 | 9  | +4   |
| 3    | Houston Dynamo        | 7   | 6 | 2 | 1 | 3 | 9  | 8  | +1   |
| 4    | Isidro Metapán        | 3   | 6 | 1 | 0 | 5 | 3  | 19 | -16  |

| Résultats (▼dom., ►ext.) |     |     |     |     |
| Deportivo Árabe Unido    |     | 1-1 | 6-0 | 4-1 |
| Houston Dynamo           | 5-1 |     | 1-0 | 0-1 |
| Isidro Metapán           | 0-1 | 3-2 |     | 0-4 |
| CF Pachuca               | 2-0 | 2-0 | 5-0 |     |

### Groupe B
| Rang | Équipe            | Pts | J | G | N | P | Bp | Bc | Diff |
| ---- | ----------------- | --- | - | - | - | - | -- | -- | ---- |
| 1    | Club Toluca       | 13  | 6 | 4 | 1 | 1 | 15 | 4  | +11  |
| 2    | CD Marathón       | 12  | 6 | 3 | 0 | 2 | 12 | 14 | -2   |
| 3    | DC United         | 10  | 6 | 3 | 1 | 2 | 12 | 8  | +4   |
| 4    | San Juan Jabloteh | 0   | 6 | 0 | 0 | 6 | 4  | 17 | -13  |

| Résultats (▼dom., ►ext.) |     |     |     |     |
| DC United                |     | 3-0 | 5-1 | 1-3 |
| CD Marathón              | 3-1 |     | 3-1 | 2-0 |
| San Juan Jabloteh        | 0-1 | 2-4 |     | 0-1 |
| Club Toluca              | 1-1 | 7-0 | 3-0 |     |

### Groupe C
| Rang | Équipe                | Pts | J | G | N | P | Bp | Bc | Diff |
| ---- | --------------------- | --- | - | - | - | - | -- | -- | ---- |
| 1    | CD Cruz Azul          | 16  | 6 | 5 | 1 | 0 | 16 | 4  | +12  |
| 2    | Colombus Crew         | 8   | 6 | 2 | 2 | 2 | 5  | 9  | -4   |
| 3    | Deportivo Saprissa    | 5   | 6 | 1 | 2 | 3 | 6  | 8  | -2   |
| 4    | Puerto Rico Islanders | 3   | 6 | 0 | 3 | 3 | 6  | 12 | -6   |

| Résultats (▼dom., ►ext.) |     |     |     |     |
| Colombus Crew            |     | 0-2 | 2-0 | 1-1 |
| CD Cruz Azul             | 5-0 |     | 2-0 | 2-0 |
| Puerto Rico Islanders    | 1-1 | 3-3 |     | 1-1 |
| Deportivo Saprissa       | 0-1 | 1-2 | 3-1 |     |

### Groupe D
| Rang | Équipe             | Pts | J | G | N | P | Bp | Bc | Diff |
| ---- | ------------------ | --- | - | - | - | - | -- | -- | ---- |
| 1    | Pumas UNAM         | 13  | 6 | 4 | 1 | 1 | 15 | 6  | +9   |
| 2    | CSD Comunicaciones | 9   | 6 | 3 | 0 | 3 | 6  | 6  | 0    |
| 3    | W Connection FC    | 7   | 6 | 2 | 1 | 3 | 10 | 9  | +1   |
| 4    | Real España        | 6   | 6 | 2 | 0 | 4 | 6  | 14 | -8   |

| Résultats (▼dom., ►ext.) |     |     |     |     |
| CSD Comunicaciones       |     | 2-0 | 2-1 | 0-3 |
| Real España              | 2-0 |     | 1-5 | 1-0 |
| Pumas UNAM               | 1-0 | 4-0 |     | 2-1 |
| W Connection FC          | 1-2 | 3-2 | 2-2 |     |

## Phase finale

### Tableau
|  |                              |                              |               |               |               |   |   |                                |              |            |            |            |  |  |        |        |        |        |        |  |  |
|  | 1/4 de finale                | 1/4 de finale                | 1/4 de finale | 1/4 de finale | 1/4 de finale |   |   | 1/2 finale                     | 1/2 finale   | 1/2 finale | 1/2 finale | 1/2 finale |  |  | Finale | Finale | Finale | Finale | Finale |  |  |
|  | 10 mars 2010 et 18 mars 2010 |                              |               |               |               |   |   |                                |              |            |            |            |  |  |        |        |        |        |        |  |  |
|  |                              |                              |               |               |               |   |   |                                |              |            |            |            |  |  |        |        |        |        |        |  |  |
|  | CD Marathón                  |                              | 2             | 1             |               |   |   |                                |              |            |            |            |  |  |        |        |        |        |        |  |  |
|  | CD Marathón                  | 31 mars 2010 et 6 avril 2010 | 2             | 1             |               |   |   |                                |              |            |            |            |  |  |        |        |        |        |        |  |  |
|  | Pumas UNAM                   |                              | 0             | 6             |               |   |   |                                |              |            |            |            |  |  |        |        |        |        |        |  |  |
|  | Pumas UNAM                   | Pumas UNAM                   | 0             | 6             |               | 1 | 0 |                                |              |            |            |            |  |  |        |        |        |        |        |  |  |
|  | 11 mars 2010 et 17 mars 2010 | Pumas UNAM                   |               |               |               | 1 | 0 |                                |              |            |            |            |  |  |        |        |        |        |        |  |  |
|  |                              |                              | CD Cruz Azul  |               | 0             | 5 |   |                                |              |            |            |            |  |  |        |        |        |        |        |  |  |
|  | Deportivo Árabe Unido        |                              | CD Cruz Azul  | 0             | 0             | 5 | 0 |                                |              |            |            |            |  |  |        |        |        |        |        |  |  |
|  | Deportivo Árabe Unido        |                              |               | 0             |               |   | 0 | 21 avril 2010 et 28 avril 2010 |              |            |            |            |  |  |        |        |        |        |        |  |  |
|  | CD Cruz Azul                 |                              | 1             | 3             |               |   |   |                                |              |            |            |            |  |  |        |        |        |        |        |  |  |
|  | CD Cruz Azul                 |                              |               |               |               |   |   |                                | CD Cruz Azul |            | 2          | 0          |  |  |        |        |        |        |        |  |  |
|  | 9 mars 2010 et 17 mars 2010  |                              |               |               |               |   |   |                                | CD Cruz Azul |            | 2          | 0          |  |  |        |        |        |        |        |  |  |
|  |                              | CF Pachuca                   |               | 1             | 1             |   |   |                                |              |            |            |            |  |  |        |        |        |        |        |  |  |
|  | Colombus Crew                | CF Pachuca                   |               | 1             | 1             | 2 | 2 |                                |              |            |            |            |  |  |        |        |        |        |        |  |  |
|  | Colombus Crew                | 30 mars 2010 et 7 avril 2010 |               |               |               | 2 | 2 |                                |              |            |            |            |  |  |        |        |        |        |        |  |  |
|  | Club Toluca                  |                              | 2             | 3             |               |   |   |                                |              |            |            |            |  |  |        |        |        |        |        |  |  |
|  | Club Toluca                  | Club Toluca                  | 2             | 3             |               | 1 | 0 |                                |              |            |            |            |  |  |        |        |        |        |        |  |  |
|  | 10 mars 2010 et 16 mars 2010 | Club Toluca                  |               |               |               | 1 | 0 |                                |              |            |            |            |  |  |        |        |        |        |        |  |  |
|  |                              |                              | CF Pachuca    |               | 1             | 1 |   |                                |              |            |            |            |  |  |        |        |        |        |        |  |  |
|  | CSD Comunicaciones           |                              | CF Pachuca    | 1             | 1             | 1 | 1 |                                |              |            |            |            |  |  |        |        |        |        |        |  |  |
|  | CSD Comunicaciones           |                              |               | 1             |               |   | 1 |                                |              |            |            |            |  |  |        |        |        |        |        |  |  |
|  | CF Pachuca                   |                              | 1             | 2             |               |   |   |                                |              |            |            |            |  |  |        |        |        |        |        |  |  |
|  | CF Pachuca                   |                              | 1             | 2             |               |   |   |                                |              |            |            |            |  |  |        |        |        |        |        |  |  |

### Quarts de finale
| Pays | Club                  | Aller | Retour | Club         | Pays | Commentaire |
|      | CSD Comunicaciones    | 1 - 1 | 1 - 2  | CF Pachuca   |      |             |
|      | Colombus Crew         | 2 - 2 | 2 - 3  | Club Toluca  |      |             |
|      | CD Marathón           | 2 - 0 | 1 - 6  | Pumas UNAM   |      |             |
|      | Deportivo Árabe Unido | 0 - 1 | 0 - 3  | CD Cruz Azul |      |             |

### Demi-finales
| Pays | Club        | Aller | Retour | Club         | Pays | Commentaire |
|      | Pumas UNAM  | 1 - 0 | 0 - 5  | CD Cruz Azul |      |             |
|      | Club Toluca | 1 - 1 | 0 - 1  | CF Pachuca   |      |             |

### Finale
| Match aller   | CD Cruz Azul                                   | 2:1   | CF Pachuca         | Stade Azul Mexico, Mexique                                                                                             | |
| 21 avril 2010 | Emanuel Villa 20e · Carlos Rodríguez 24e (csc) | (2:0) | Damián Álvarez 69e | Spectateurs : 16 186 Arbitrage : Benito Archundia (c) Marvin Torrentera (a) Hector Delgadillo (a) Mauricio Morales (q) | Spectateurs : 16 186 Arbitrage : Benito Archundia (c) Marvin Torrentera (a) Hector Delgadillo (a) Mauricio Morales (q) |
| 21 avril 2010 | Rapport                                        |       |                    | Spectateurs : 16 186 Arbitrage : Benito Archundia (c) Marvin Torrentera (a) Hector Delgadillo (a) Mauricio Morales (q) | Spectateurs : 16 186 Arbitrage : Benito Archundia (c) Marvin Torrentera (a) Hector Delgadillo (a) Mauricio Morales (q) |

| Match retour  | CF Pachuca        | 1:0   | CD Cruz Azul | Stade Hidalgo Pachuca, Mexique                                                                 |                                                                                                |
| 28 avril 2010 | Edgar Benítez 90e | (0:0) |              | Arbitrage : Marco Rodríguez (c) José Camargo (a) Marcos Quintero (a) Roberto Garcia Orozco (q) | Arbitrage : Marco Rodríguez (c) José Camargo (a) Marcos Quintero (a) Roberto Garcia Orozco (q) |
| 28 avril 2010 | Rapport           |       |              | Arbitrage : Marco Rodríguez (c) José Camargo (a) Marcos Quintero (a) Roberto Garcia Orozco (q) | Arbitrage : Marco Rodríguez (c) José Camargo (a) Marcos Quintero (a) Roberto Garcia Orozco (q) |

| Champion de la CONCACAF 2010 |
| ---------------------------- |
| Drapeau du Mexique           |
| CF Pachuca Quatrième Titre   |

## Buteurs
| Rang | Nom                 | Équipe                | Buts |
| 1    | Ulises Mendivil     | CF Pachuca            | 9    |
| 2    | Orlando Rodríguez   | Deportivo Árabe Unido | 8    |
| 3    | Jonathan Fana Frias | W Connection FC       | 5    |
| 3    | Pablo Zeballos      | CD Cruz Azul          | 5    |
| 3    | Carlos Pavón        | Real España           | 5    |
| 3    | Javier Orozco       | CD Cruz Azul          | 5    |
| 7    | Edgar Benítez       | CF Pachuca            | 4    |
| 7    | Douglas Matosso     | Real España           | 4    |
| 7    | Paul Aguilar        | CF Pachuca            | 4    |
| 7    | Francisco Palencia  | Pumas UNAM            | 4    |